# Irina Vladislavovna Bussen
Irina Vladislavovna Bussen (Petrogrado, Imperio ruso, 24 de septiembre de 1915 – 20 de febrero de 2013) fue una destacada mineralogista, geóloga, petróloga y destacada especialista en macizos alcalinos. Exploró los famosos depósitos de loparita de Lovózero (Rusia) antes y después de la Segunda Guerra Mundial, y formó parte del grupo de especialistas que estableció las bases de la industria del tántalo-niobio en la URSS. El mineral bunsenita fue nombrado en su honor.

## Biografía
Irina V. Bussen nació el 24 de septiembre de 1915 en la ciudad de Petrogrado (actualmente San Petersburgo) en el seno de una familia noble. En 1933, se graduó de la Universidad de Exploración Geológica de Leningrado y luego continuó sus estudios en el departamento de geología, pedología y geografía de la Universidad de Leningrado. Estaba interesada en muchas disciplinas geológicas, con un interés principal en la mineralogía. Después del segundo año en la universidad, con diecinueve años, participó en un estudio de mapeo en las laderas del sur de las tundras de Lovózero, bajo la guía del geólogo Alexey Sergeevich Sakharov, pasando su último mes de esa temporada en Ninchurt (montaña de la zona, de 785 metros de altura) como ayudante de la estudiante sénior Olga Mikhailovna Rimskaya-Korsakova. Estos eventos influyeron en su futuro, pues, con el tiempo, Alexey Sergeevich se convirtió en su esposo, mientras que Olga Mikhailovna, futura famosa mineralogista y profesora del Departamento Mineralógico de la Universidad Estatal de Leningrado, se convirtió en su amiga cercana.
Desde 1935 hasta 1937, Bussen estudió activamente el macizo de Lovózero, haciendo los trabajos de cartografía y también como mineralogista y cristalógrafa, estudiando la loparita. Antes de la Gran Guerra Patria (Segunda Guerra Mundial) exploró la geología de los Urales polares para encontrar depósitos de cuarzo, necesarios para el país, y contribuyó a la comprensión de la estratigrafía metamórfica en la región. Además, compiló mapas geológicos y estudió la génesis de las vetas que contienen cristales de berg.  En 1938, Irina Vladislavovna se graduó en la universidad y fue a Yakutia. Poco después de la guerra, tanto ella como su marido, Alexey Sergeevich Sakharov, fueron invitados a trabajar en la península de Kola. La tarea principal fue la exploración y preparación para la explotación de los yacimientos de loparita de Lovózero. En 1950, ya de nuevo en Leningrado, Bussen estudió el yacimiento de tierras raras de Vishnevye Gory en los Urales del Sur como proyecto principal. En 1954 aceptó la invitación del Instituto Geológico de Kola de la Academia de Ciencias de la URSS y se trasladó a trabajar a Kukisvumtxorr, en Jibiny, y luego a Apatiti. Formó parte del grupo de especialistas que sentó las bases de la industria del tántalo-niobio en la URSS.
En 1970, en una mina del Karnasurt, en Lovózero, se descubrió un filón de pegmatita de un tipo completamente nuevo, que se llamó Yubileinaya. Pocos años después, los ejemplares extraídos de esta pegmatiata se encontraban representados en los museos mineralógicos de todas partes. Bussen y su equipo de investigación empezaron de inmediato los estudios de minerales inusuales descubiertos en este lugar, y durante cuatro años publicaron descripciones de ocho nuevos minerales hallados en esta pegmatita: ilmajokita (1972), zorita, raita, vuonnemita (1973), penkvilksita (1974), bornemanita, natrosilita y natisita (1975). La bornemanita fue el segundo mineral que recibía el nombre de la mineralogista y química rusa Irina Borneman-Starinkevich, en reconocimiento a su gran contribución al estudio de los minerales raros y la mineralogía de los macizos de Jibiny y Lovozero.

## Trabajos
En total, además de dos monografías, publicó más de 50 artículos científicos desde los años cincuenta hasta principios de los ochenta.

## Premios y reconocimientos
En 2001, la bussenita, un silicato de fórmula química  Na
2Ba
2Fe2+
Ti(Si
2O
7)(CO
3)(OH)
3F, fue llamado así en su honor.